# Паулет, Уильям, 1-й маркиз Уинчестер
Уильям Паулет (англ. William Paulet; приблизительно 1483/85 — 10 марта 1572, Бейзинг-хаус, Гэмпшир, Королевство Англия) — английский политический деятель, лорд-казначей, лорд-хранитель Большой печати, кавалер ордена Подвязки. 1-й барон Сент-Джон из Бейзинга с 1539 года, 1-й граф Уилтшир с 1550, 1-й маркиз Уинчестер с 1551 года.

## Биография

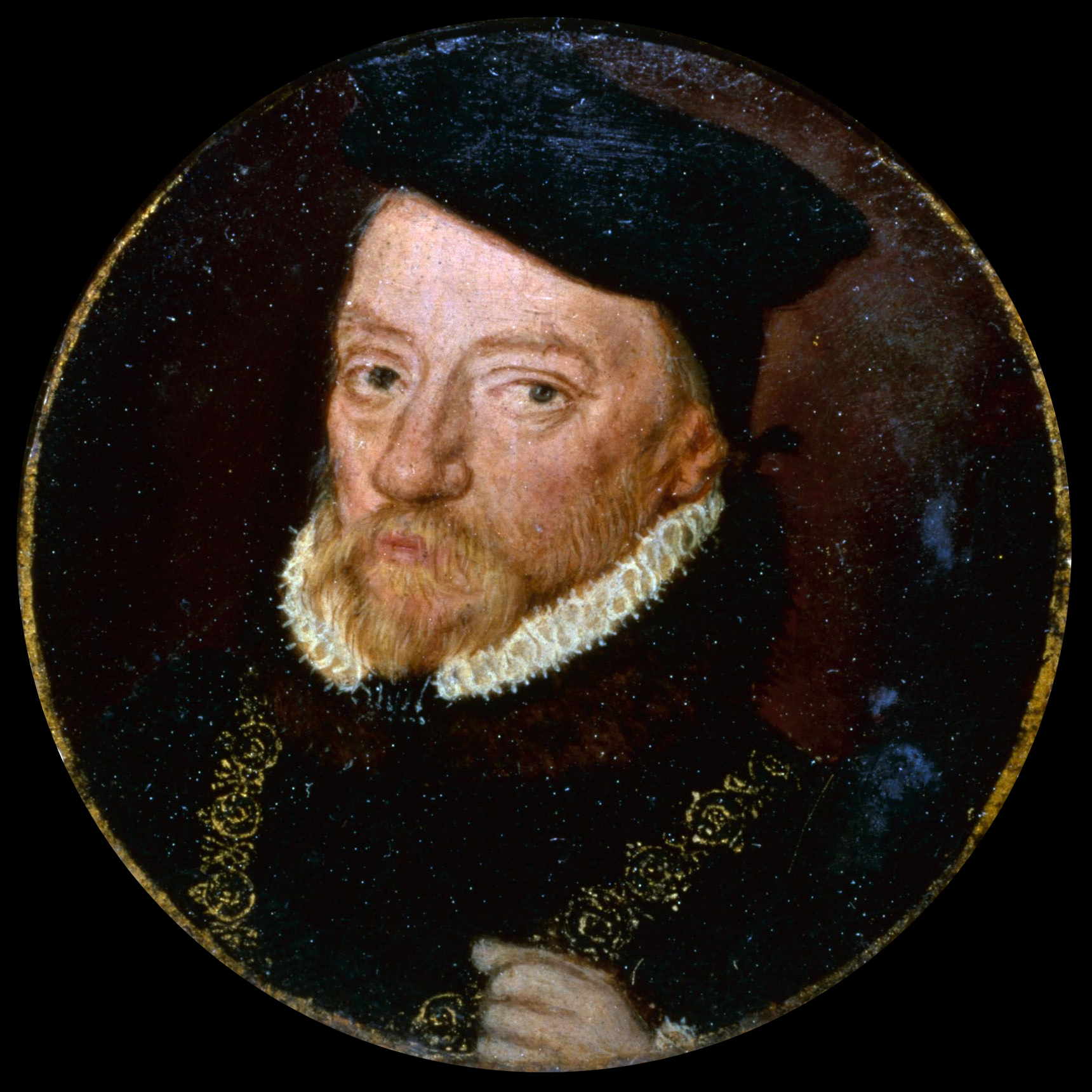
Портрет-миниатюра, 1555 год

Уильям Паулет родился, по разным данным, в 1483 или 1485 году и стал старшим сыном сэра Джона Паулета и его жены Элис Паулет. Он принадлежал к младшей ветви старинного рода, представители которой с XIV века владели землями в Сомерсете. Прадед Уильяма Джон Паулет приобрёл ещё и поместья в Гэмпшире, женившись на наследнице Томаса Пойнингса, 5-го барона Сент-Джона из Бейзинга.
В 1512, 1519, 1523 и 1527 годах Уильям Паулет занимал пост главного шерифа Гэмпшира. До конца 1525 года он был посвящён в рыцари, в 1526 году стал мастером королевских палат и членом Тайного совета. В 1529 году сэр Уильям был избран в Палату общин как рыцарь от графства Гэмпшир. В 1532 году он сопровождал Генриха VIII в Кале, в 1536 был назначен хранителем Памберского леса, 9 марта 1539 года получил титул барона Сент-Джона из Бейзинга. Паулет был стюардом королевского двора, лордом-камергером, занимал ряд других высоких постов.
В 1535 и 1536 годах Паулет был в числе судей, приговоривших к смерти Джона Фишера, Томаса Мора, предполагаемых сообщников Анны Болейн. Он участвовал в разгроме Благодатного паломничества (1536), позже стал кавалером ордена Подвязки (1543), губернатором Портсмута и лордом-стюардом королевского двора (1545). В 1546 году сэр Уильям стал лордом-председателем Совета, в 1547 — одним из душеприказчиков Генриха VIII. Поддержав в 1549 году графа Уорика против герцога Сомерсета, Паулет получил в награду титул графа Уилтшира и должность лорда-казначея. Когда Уорик стал герцогом Нортумберлендом (11 октября 1551), сэр Уильям получил титул маркиза Уинчестера. Шесть недель спустя он был лордом-верховным управляющим в суде над Сомерсетом.
Нортумберленд и Уинчестер считались фактическими правителями при несовершеннолетнем Эдуарде VI. Маркиз занимал высшие посты при Марии и Елизавете, сохранив политическое влияние до глубокой старости. В 1559 и 1566 годах он был спикером Палаты лордов. Елизавета однажды пошутила: «Клянусь честью, если бы мой лорд-казначей был молод, я нашла бы в своём сердце желание взять его в мужья раньше любого мужчины в Англии». 
В ходе карьеры Паулет много раз менял свои религиозные и политические позиции. Будучи католиком, он с готовностью поддержал разрыв с Римом и обогатился благодаря роспуску монастырей; при Эдуарде VI стал евангелическим протестантом и преследовал как католиков, так и сторонников англиканства; после восшествия на престол Марии объявил о своём возвращении в лоно католической церкви и начал преследовать всех протестантов. После вступления на трон Елизаветы маркиз стал сторонником англиканства. На прозвучавший однажды вопрос о том, как ему удалось пережить столько политических бурь, Паулет ответил: «Я был ивой, а не дубом».
Сэр Уильям Паулет умер в глубокой старости 10 марта 1572 года. Его похоронили на южной стороне алтаря церкви Бейзинга.

## Семья
Приблизительно в 1509 году Паулет женился на Элизабет Капель, дочери сэра Уильяма Капеля, лорда-мэра Лондона, и Маргарет Арундел. В этом браке родились четыре сына и четыре дочери:
- Джон (приблизительно 1510 — 1576), 2-й маркиз Уинчестер[8];
- Томас[9];
- Чидиок (1521—1574)[10];
- Джайлз[11];
- Элис, жена Ричарда Стауэлла из Котерстона, Сомерсет[12];
- Маргарет, жена сэра Уильяма Беркли[13];
- Марджери, жена сэра Ричарда Уоллера из Олдстока, Хэмпшир[14];
- Элеонора (умерла в 1558), жена сэра Ричарда Пексолла из Борепера, Хэмпшир[2][15].